# Курчум (Восточно-Казахстанская область)
Курчум (каз. Күршім, до 1959 — Кумашкино) — село в Курчумском районе Восточно-Казахстанской области Казахстана. Административный центр Курчумского района и Курчумского сельского округа. Код КАТО — 635230100.
Находится в западной части территории района, на левом берегу устья реки Курчум, в 218 км от города Усть-Каменогорск.

## Население
В 1999 году население села составляло 10502 человека (5222 мужчины и 5280 женщин). По данным переписи 2009 года, в селе проживало 8490 человек (4133 мужчины и 4357 женщин).
На начало 2019 года, население села составило 6777 человек (3351 мужчина и 3426 женщин).

## История
До 1959 года — село Кумашино. Основано в 1914 году в связи с переселением крестьян из России. В 1927 году центр района. В 1957 году во время освоения целинных земель реорганизовано в центр одноимённого совхоза с основным направлением — производством молока. В 1997 году на основе совхозов созданы ПК «Иртыш», 18 фермерских хозяйств, автотранспортное производств.
По данным на середину 2000-х годов в селе действовали производственное предприятие лесного хозяйства, АО «Райгаз», отделение «Алтайэнергия» и другие компании.
Спустя 30-ти летнего простоя в декабре 2024 года, заработала котельная Курчуме, что дало более удобный и экономичный способ обогрева зданий. До ремонта котельной, жители семи многоэтажных домов были вынуждены 30 лет отапливать свои квартиры дровами и углём.